# Ashburn (Metro de Washington)
Ashburn será una estación en la nueva línea Plata del Metro de Washington, que estaría siendo administrada por la Autoridad de Tránsito del Área Metropolitana de Washington. La estación se ubicaría entre la Ruta 772 y Ryan Road en Ashburn, Virginia. La estación de la Ruta 772 se espera que sea inaugurada en 2020.

## Descripción
La estación Ruta 772 contaría con 1 plataforma central. La estación también tendría 3,300 de espacios de aparcamiento.